# Erico el Pagano
Erico el Pagano (Erik Hedningen) fue un pretendiente al trono de Suecia. Se sabe de él poco más que su nombre que aparece en una cita de Adán de Bremen. Fue el candidato de los suecos paganos al trono de Suecia en 1066, en oposición al hijo de Stenkil, Erico Stenkilsson, quien era el pretendiente apoyado por los suecos cristianos de Västergötland. Su gobierno duró solamente hasta 1067. La presencia de dos candidatos al trono desencadenó una guerra civil que llevaría a la muerte de ambos en el campo de batalla. El periodo de 1066 a 1088 sería una etapa de turbulencias en Suecia, donde varios personajes pretenderían el trono.